# Municipio de Northfield Center
El municipio de Northfield Center (en inglés: Northfield Center Township) es un municipio ubicado en el condado de Summit en el estado estadounidense de Ohio. En el año 2010 tenía una población de 5839 habitantes y una densidad poblacional de 420,06 personas por km².

## Geografía
El municipio de Northfield Center se encuentra ubicado en las coordenadas 41°17′15″N 81°31′57″O / 41.28750, -81.53250. Según la Oficina del Censo de los Estados Unidos, el municipio tiene una superficie total de 13.9 km², de la cual 13,88 km² corresponden a tierra firme y (0,17 %) 0,02 km² es agua.

## Demografía
Según el censo de 2010, había 5839 personas residiendo en el municipio de Northfield Center. La densidad de población era de 420,06 hab./km². De los 5839 habitantes, el municipio de Northfield Center estaba compuesto por el 88,22 % blancos, el 7,43 % eran afroamericanos, el 0,09 % eran amerindios, el 2,74 % eran asiáticos, el 0,39 % eran de otras razas y el 1,13 % eran de una mezcla de razas. Del total de la población el 1,39 % eran hispanos o latinos de cualquier raza.